# Cynoscion praedatorius
Cynoscion praedatorius är en fiskart som först beskrevs av Jordan och Gilbert, 1889.  Cynoscion praedatorius ingår i släktet Cynoscion och familjen havsgösfiskar. IUCN kategoriserar arten globalt som otillräckligt studerad. Inga underarter finns listade i Catalogue of Life.